# سه کارت
سه کارت ([Three Cards] Error: {{Lang-xx}}: متن دارای نشانه‌گذاری ایتالیک است (راهنما))یا راه و بیراه یک فیلم به کارگردانی لینا یاداو است که در سال ۲۰۱۰ منتشر شد.

## بازیگران
- آمیتاب باچان
- بن کینگزلی
- رانگاناتان مدهوان
- رایما سن
- تینو آناند
- ماهش مانجرکار
- شرادها کاپور